# جوكسون
جوكسون (بالتركية: Göksun)، (باليونانية: Κυκυσός)، (باللاتينية: Cucusus)، (بالأرمنية: Կոկիսոն)، هي بلدية ومنطقة في محافظة قهرمان مرعش في تركيا. مساحتها 1,942 كم 2، ويبلغ عدد سكانها 50 ألف نسمة (لعام 2022).  تقع بالقرب من أحد منابع نهر جيحان (بيراموس سابقا)، في منطقة كاتاونيا القديمة.

## تاريخ
لبلدية جوكسون تاريخ فريد، فقد تبعت لأحد التقسيمات الإدارية في قبادوقية بوسط الأناضول، ثم تبعت مقاطعة أرمينيا الرومانية، وقد مات ونُفِيَ في جوكسون الأساقفة البيزنطيون بولس الأول القسطنطيني (توفي عام 350 م)، ويوحنا ذهبي الفم (توفي عام 407 م)، والإمبراطور باسيليسكيوس (توفي عام 476 م). من بين الأساقفة، شارك دومنوس في مجمع خلقيدونية (451)، وكان لونجينوس أحد الموقعين على الرسالة المشتركة لأساقفة مقاطعة أرمينيا الثانية إلى الإمبراطور البيزنطي ليو الأول التراقي في عام 458 بشأن مقتل بروتيريوس الإسكندري، وكان يوحنا في المجمع الثاني للقسطنطينية (553)، وكان يوحنا آخر في مجمع ترولان عام 692.